# Mumin Gala
Mumin Gala, né le 6 septembre 1986 à Djibouti, est un athlète djiboutien, spécialiste des courses de fond.

## Carrière
Son meilleur résultat sur 5 000 mètres est de 13 min 17 s 77 à Birmingham en 2011.

## Palmarès
| Date | Compétition            | Lieu | Résultat | Épreuve  |                |
| ---- | ---------------------- | ---- | -------- | -------- | -------------- |
| 2011 | Jeux panarabes         | Doha | 5e       | 5 000 m  | 13 min 50 s 43 |
| 2011 | Jeux panarabes         | Doha | 2e       | 10 000 m | 28 min 43 s 32 |
| 2013 | Championnats panarabes | Doha | 3e       | 5 000 m  | 14 min 08 s 62 |
| 2013 | Championnats panarabes | Doha | 3e       | 10 000 m | 29 min 54 s 20 |